# Église Saint-Pierre-Saint-Paul de Casseneuil
Pour les articles homonymes, voir Église Saint-Pierre.
L'église Saint-Pierre est une église catholique située à Casseneuil, en France.

## Localisation
L'église est située dans le département français de Lot-et-Garonne, sur la commune de Casseneuil qui est implantée sur une terrasse limitée par le Lot et un affluent, la Lède.

## Historique

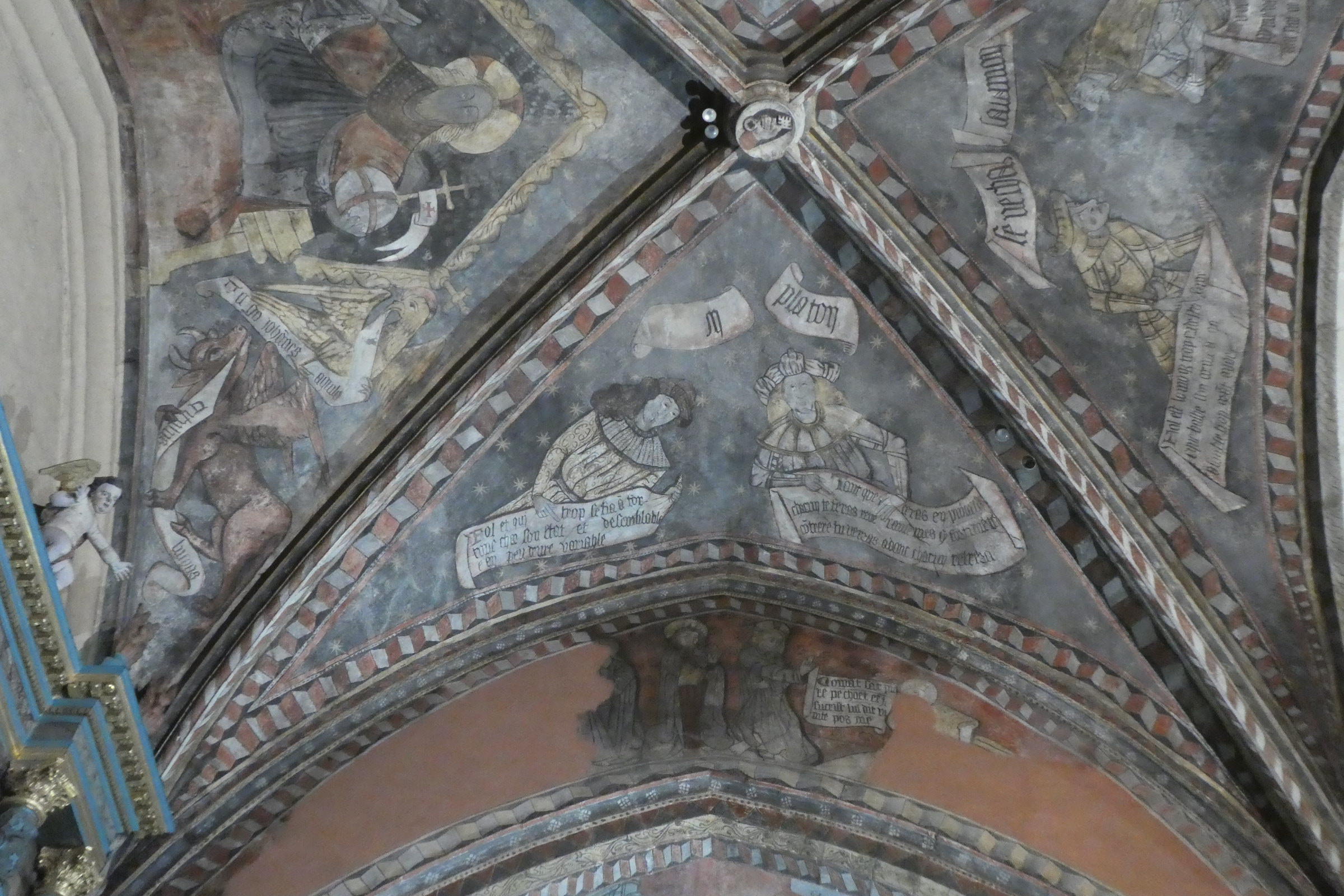
intérieur de l'église Saint-Pierre-Saint-Paul de Casseneuil

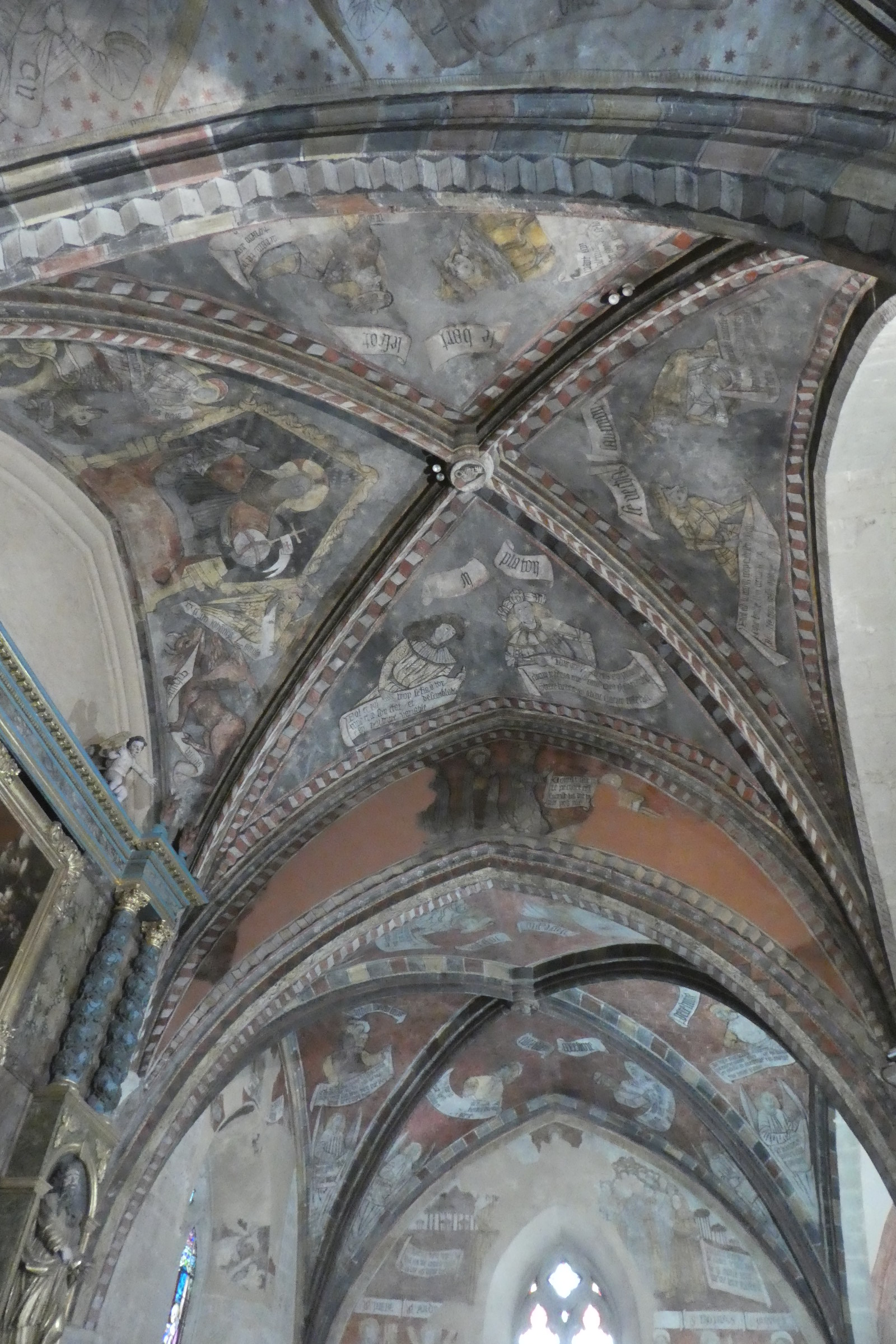
intérieur de l'église Saint-Pierre-Saint-Paul de Casseneuil

L'église romane a été détruite pendant le siège de la ville par Simon de Montfort, en 1214. Il en subsiste deux chapiteaux qui ont été remployés dans le bas-côté nord.
Au XIIIe siècle, l'église a été dédiée à saint Pierre et saint Paul.
L'église conserve dans sa structure plusieurs phases de construction avec des murs latéraux en pierre dans la partie orientale et en biques ailleurs. La plus importante campagne de travaux lui donnant sa forme actuelle date du XVe siècle et a pu se terminer au début du XVIe siècle. Des fresques datant du début du XVIe siècle décorent les trois voûtes du chœur. Le portail occidental de style gothique flamboyant date de la même époque.
L'abside du chœur s'est effondrée dans la Lède au XVIIe siècle. 
Le sol du parvis a été abaissé dans les années 1850 quand la porte Saint-Joseph toute proche a été détruite pour adoucir la pente de la rue. Un escalier d'accès au portail occidental a alors été aménagé. 
Le portail et les fresques ont été restaurés entre 1959-1960 par l'architecte en chef des monuments historiques Mastorakis et en 1979 par l'architecte en chef des monuments historiques F. Corrouge, avec le peintre restaurateur Génovisio.
L'édifice est classé au titre des monuments historiques en 1910,.